# 黑金風暴
《黑金風暴》（英語：In The Storm）是優酷、樂道互娛及無限自在聯合出品的時裝警匪反贪悬疑電視劇，由林峯、黃浩然及周秀娜領銜主演，熊黛林、吳啟華、郭政鴻、林韋辰及高鈞賢特別演出，梁競徽、連詩雅、李璨琛、吳岱融、麥長青、何佩瑜、李耀景、彭皓鋒、盧慶輝、胡炯龍、郭千瑜、許靖韻及趙慧珊主演，製片人為林晉諾，此劇於2022年3月10日優酷首播。

## 播出時間
| 頻道           | 所在地            | 播映日期      | 播映时间 | 備註 |
| -------------- | ----------------- | ------------- | -------- | --- |
| 優酷           | 中国大陆          | 2022年3月10日 | 20:00    | VIP會員首更6集，週五更新2集，週六日更新1集，次週起每週一至週三更新2集 非會員首更2集，週五至週六更新一集，次週起每週一至週四更新一集 |
| Viu            | 新加坡 · 马来西亚 | 2022年3月10日 | 20:00    | 付費觀看：首日更新6集，次週起每週一至週三更新2集 免費收看：每週更新2集，次週起每週一至週四更新一集                                  |
| VieON          | 越南              | 2022年3月10日 | 19:00    | 每週一至週四更新一集 |
| Astro華麗台VOD | 马来西亚          | 2022年3月14日 | 20:00    | 紧贴中国播出 |
| 香港開電視     | 香港              | 2022年6月13日 | 20:30    | 每週一至週五播出 |

## 故事大綱
香港警方重案組高級督察韋景聲（林峯飾）和香港廉政公署高級調查主任賀偉廉（黃浩然飾）在緝兇過程中不期而遇，幾經被贓款陷害、殺手追殺，搭檔反目後，攜手使一個幾乎包含了整個香港頂層社會網絡的貪腐勢力逐漸浮出水面。

## 演員

### 西九龍總區重案組A組
| 演員                             | 角色   | 介紹 |
| 盧慶輝                           | 謝國強 | 謝Sir 警司 喜歡品嘗咖啡 韋景聲之上司 何俊亨老表，並調查其 曾被韋景聲懷疑是何俊亨一伙，後來於第29集釋除誤會 |
| 史迪文 （少年） （粵配：張文軒） | 韋景聲 | 韋Sir、大佬（李志堅暱稱） 高級督察 賀偉廉，李志堅之中學同學 與賀偉廉不和，後反面，於第30集和好 梁建邦之劍道徒弟 曾懷疑謝國強及李廣是何俊亨一伙，後來於第29集釋除誤會 於第24集被廉政公署調查 於第28集被廉政公署拘捕，後被保釋 於第28集過堂時被鍾達成追殺 于第30集遭鍾達成企图开枪，幸因李志堅赠送的手表挡住，僅受輕傷 與文静有感情线 |
| 林 峯                            | 韋景聲 | 韋Sir、大佬（李志堅暱稱） 高級督察 賀偉廉，李志堅之中學同學 與賀偉廉不和，後反面，於第30集和好 梁建邦之劍道徒弟 曾懷疑謝國強及李廣是何俊亨一伙，後來於第29集釋除誤會 於第24集被廉政公署調查 於第28集被廉政公署拘捕，後被保釋 於第28集過堂時被鍾達成追殺 于第30集遭鍾達成企图开枪，幸因李志堅赠送的手表挡住，僅受輕傷 與文静有感情线 |
| 許家樂 （少年） （粵配：何芷心） | 李志堅 | 志堅 警員 韋景聲之下屬兼中學同學 童年時因父親去世，母親亦改嫁至馬來西亞，因此獲韋家照顧 賀偉廉之中學同學，與其不和 於第21集被韋景聲發現欠下大債而幫其 於第24集被廉政公署通輯，同集被休假；於同集被鐘達成綁架 於第26集被鐘達成開槍打死                                                                                               |
| 梁競徽                           | 李志堅 | 志堅 警員 韋景聲之下屬兼中學同學 童年時因父親去世，母親亦改嫁至馬來西亞，因此獲韋家照顧 賀偉廉之中學同學，與其不和 於第21集被韋景聲發現欠下大債而幫其 於第24集被廉政公署通輯，同集被休假；於同集被鐘達成綁架 於第26集被鐘達成開槍打死                                                                                               |
| 連詩雅                           | 藤慧珊 | 珊姐 警員 韋景聲之下屬 與賀偉廉有感情線，於第30集成為其女友 |
| 李焯寧                           | 錢卓玲 | Money姐 警員 韋景聲之下屬 |
| 湯俊明                           | 李 廣  | 博士 警長 韋景聲之下屬 曾被韋景聲懷疑是一伙，後來釋除誤會 |
| 容穎賢                           | 張兆基 | 神童 警員 韋景聲之下屬 |

### 香港廉政公署
| 演員                             | 角色   | 介紹 |
| 吳啟華                           | 梁建邦 | 梁Sir 真实身份为Robin Freeman 香港廉政公署總調查主任，盛傳為新任副廉政專員的大熱人選 賀偉廉的上司兼劍道師父 韋景聲之劍道師父 30年曾任職房屋署政務主任，為饒守樸下屬，當時因接受電台節目訪問時批評饒的房屋政策，導致被其打壓，未能繼續於房屋署任職；即使調職至其他政府部門，亦未獲晉升機會。從此耿耿於懷，並決心向社會報復 阻止賀偉廉調查宏達財務 於第4集正式登場 於第25集證實未能接任副廉政專員 於第30集派殺手殺死方世雄及將殺手撞死；及後承認自己為Robin Freeman真身，設局陷害一眾欲透過「明日家園」計劃得益的政商界名流，並打算殺害韋景聲、賀偉廉及饒守樸；最終和饒守樸一起被炸死 （特別出演） |
| 許棟銘 （少年） （粵配：沈志恆） | 賀偉廉 | 賀Sir、Nelphen 香港廉政公署高級調查主任 韋景聲，李志堅中學同學 與韋景聲不和，後和好 梁建邦之下屬兼劍道徒弟 喜歡喝檸檬茶 於第2集登場 於第2至第6集成為臥底探員，潛伏在奧斯威調查行賄案 於第27集被鐘達成威脅以誣陷韋景聲，實質是想將其勢力一網打盡 於第29集因勒索饒守樸一事被陶世英拘捕，實為被誣陷 |
| 黃浩然                           | 賀偉廉 | 賀Sir、Nelphen 香港廉政公署高級調查主任 韋景聲，李志堅中學同學 與韋景聲不和，後和好 梁建邦之下屬兼劍道徒弟 喜歡喝檸檬茶 於第2集登場 於第2至第6集成為臥底探員，潛伏在奧斯威調查行賄案 於第27集被鐘達成威脅以誣陷韋景聲，實質是想將其勢力一網打盡 於第29集因勒索饒守樸一事被陶世英拘捕，實為被誣陷 |
| 李璨琛                           | 陶世英 | SY 廉政公署調查主任 外冷內熱，自尊心強，有上進心 徐咏詩之夫，關係疏離，後和好 賀偉廉之下屬兼好友，曾不和，後和好 于第4集登场 於第18集被妻子誤會與郭曉欣有染 於第29集宣布妻子懷孕 |
| 趙慧珊                           | 郭曉欣 | Fiona 廉政公署助理調查主任 賀偉廉之下屬 於第18集被徐咏詩誤會為陶世英之外遇對象 |
| 羅鈞滿                           | 蔡業凌 | 廉政公署助理調查主任 賀偉廉之下屬 |
| 胡卓希                           | 歐沛全 | 廉政公署助理調查主任 賀偉廉之下屬 |

### 方世雄律師行
| 演員   | 角色   | 介紹 |
| 麥長青 | 方世雄 | 方狀 大律師，其訴訟手法備受非議，於業界的聲望好壞參半 喜歡收藏古董相機 文靜，蔣嘉盈之師父 利用文靜，後和其反目 何俊亨之好友 於第15集提及已从外国回来 于第16集正式登场 于第30集被廉政公署拘捕，同集被梁建邦派出的杀手射死 |
| 周秀娜 | 文 靜  | 文律師 事務律師、奧斯威法律顧問 方世雄之徒弟 蔣嘉盈之師妹 羅拉之好友 於第16集考慮是否接受Raymond之律師事務所挖角邀請，成為其合伙人；並於第17集決定放棄有關邀請 於第29集辭職 與韋景聲有感情線                             |
| 庄嘉慧 | 蔣嘉盈 | Hilda、蔣律師 方世雄之徒弟 文靜之師姐，後反目 于第6集登场 |

### 韋家
| 演員   | 角色   | 介紹 |
| 鄭恕峰 | 韋樂滔 | 韋生、韋爵爺（李志堅暱稱） 退休記者，劉進及邵仁勇之前輩 韋景聲，韋子瑩之父                                                                  |
| 斑 斑  | 江嘉玲 | 韋太、嘉玲（李志堅暱稱） 家庭主婦 韋景聲，韋子瑩之母 視李志堅當成兒子看待                                                                   |
| 林 峯  | 韋景聲 | 韋Sir、大佬（李志堅暱稱） 重案組高級督察 韋樂滔，江嘉玲之子 韋子瑩之大哥 沈曉華之男友，後因雙方不適合而分手 與文靜有感情線 参见西九龍重案組 |
| 郭千瑜 | 韋子瑩 | 韋景聲之妹，與其不和，後和好 於第10集被懷疑洗黑錢 於第12集被徐學仁及周凱婷綁架，後獲救                                                      |

### 高家
| 演員   | 角色   | 介紹 |
| 吳岱融 | 高紹剛 | 高氏集團主席 賀偉廉、高亮之父 姚嘉怡之家翁 於第14集登場 於第30集與廉政公署合作，后改做污点证人指控何俊亨                                                                                                   |
| 黃浩然 | 賀偉廉 | 賀Sir，Nelphen 香港廉政公署高級調查主任 高紹剛之子 高亮同父異母之兄 韋景聲，李志堅調查對象兼中學同學 梁建邦之下屬 文靜之好友 與藤慧珊有感情線，於第30集成為其男友 参见香港廉政公署                         |
| 李日朗 | 高 亮  | 阿亮、少爺（高家家傭專稱） 高紹剛之子 賀偉廉同父異母弟 姚嘉怡之夫，后离婚 於第13集登場 於第19集跟包少龍爭執然後跑出馬路被車撞死                                                                            |
| 秦芷瑤 | 姚嘉怡 | Yoyo、少奶（高家家傭專稱） 高亮之妻，后离婚 高紹剛之媳婦 賀偉廉之舊時鄰居兼好友 於第14集被何俊亨綁架 於第15集被撕票，屍體被放在紅白藍膠袋 于第17集被揭发其死原因是被高亮勒死，再被其用红白蓝胶带收尸及埋葬 |
| 周志文 | 包少龍 | 高家司機，喜歡姚嘉怡 於第13集被認為是兇手而被判入坐牢 |
| 譚新源 | 奇叔   | 高家家傭 |
| 張幗瑋 | 蓮姐   | 高家家傭 |

### 與案件相關人物

#### 第1至8集：奧獅威賄賂港交所高層案兼張宏威被殺案
| 演員   | 角色   | 介紹 |
| 李耀敬 | 岳德群 | 岳董 奧獅威集團老闆 喜歡收藏眼鏡 討厭被人威脅，不能接受任何事有瑕疵 向梁正華提供利益及造假帳 透過買賣古董轉移資金 於第8集被捕                                                                                               |
| 張智軒 | John   | 岳德群之私人助理 偷運假古董 於第8集與廉政公署及重案組駁火身中多槍身亡，臨死前射中奧獅威貨車油箱致爆炸 |
| 高鈞賢 | 徐烈剛 | 奧獅威保安經理 羅拉之夫 陳逸東、賀偉廉的義兄弟，最後反目 受陳逸東指使殺害張宏威及劉俊傑事後嫁禍涂標，以轉移警方視線 於第3集被陳逸東槍殺 （特別出演）                                                                        |
| 何佩瑜 | 羅 拉  | 徐烈剛之妻 文靜之好友 |
| 吳瑞庭 | 李 棠  | 羅拉之舅舅，江湖人物 於第5集與陳逸東交收後駁火中槍，後來康復出院 |
| 胡炯龍 | 陳逸東 | 東哥 奧斯威高級經理 賀偉廉，徐烈剛的義兄弟 收到公司勒索後指使徐烈剛殺害張宏威及劉俊傑 於第3集槍殺徐烈剛 於第6集發現奧獅威造假帳問題，同集被岳董派來的殺手開槍殺死                                                           |
| 吳浩康 | 張宏威 | 奧獅威國術小組成員 劉俊傑的同事 為人孤僻 因一年前大棠工業意外不滿奧斯威賠償不足而離職，之後發現奧獅威有造假帳，利用這一點做匿名勒索 於第1集被徐烈剛開車撞死                                                                 |
| 羅浩銘 | 劉俊傑 | 奧獅威會計部員工，國術小組助教 因一年前大棠工業意外不滿奧斯威賠償不足而離職，並勒索奧斯威 於第1集被徐烈剛推落樓重傷身亡 |
| 周秀娜 | 文 靜  | 文律師 奧獅威法律顧問 羅拉之好友 |
| 麥少華 | 標     | 盲標 車神，十大通輯犯 涂榮之大哥，與其感情深厚 於第2集東窗事發後被韋景聲在追捕過程開槍中槍身亡，實際是被徐烈剛及陳逸東利用轉移警方視線                                                                                        |
| 江富強 | 榮     | 涂標之弟，與其感情深厚 被張宏威和劉俊傑意外開車撞死 |
| 黃浩然 | 賀偉廉 | Nelphen、偉廉哥 陳逸東，徐烈剛的義兄弟，聲稱數年前因偽造文件坐牢，其後受陳逸東拉攏加入奧斯威，任職會計部經理；實為廉政公署的臥底探員，調查奧斯威行賄案（第2至第6集） 於第7集恢復廉政公署高級調查主任之職務 參見香港廉政公署 |
| 趙永洪 | 馬國平 | 馬Sir 澳門司警 協助調查徐烈剛兇殺案﹙第2-3集﹚ |
| 陳榮峻 | 梁正華 | 港交所高層 受賄 郭麗芳之夫 於第8集自首 |
| 吳香伦 | 郭麗芳 | 梁正華之妻 |
| 陶枳樽 | Kelly  | 奧獅威接待員 |

#### 第8至13集：海關人員涉嫌包庇私煙集團賄賂案兼嚴重傷人案
| 演員   | 角色   | 介紹 |
| 郭政鴻 | 徐學仁 | 仁哥 海關關員 周凱婷之夫 於高級程度會考考獲3A1B1C成績 於第9集打傷林永球 於第10集被捕 於第11集被賣兇，被警方誤以為焦屍，實為自保將殺手殺死，並將該殺手假扮成自己 於第12集打電話引導警方拘捕莊國棟，再用殺手的手機假扮殺手勒索莊國棟及關祥根，同集殺死莊國棟及綁架韋子瑩和關祥根，後自首被捕 |
| 熊黛林 | 周凱婷 | 婷姐 徐學仁之妻 韋子瑩之閨蜜 於第10集因向徐學仁報串被捕，同時被懷疑洗黑錢 （特别出演） |
| 李鴻   | 關祥根 | 前海關課稅科督察 收受劉芝20個比特幣 於第10集被捕 買兇殺人 於第12集被徐學仁綁架，後獲救及被捕 |
| 邵卓堯 | 林永球 | 球哥 海關關員 背着徐學仁走私煙草 於第9集與徐學仁爭執 於第12集被捕 |
| 凌腓力 | 莊國棟 | 煙草公司高層 於第10集被捕 買兇殺人 於第12集因走私煙被捕，後來保釋，於同集在貨梯被徐學仁派來殺手殺死，棄屍於醫局街後巷 |
| 袁潔儀 | 劉 芝  | 宏峰貿易有限公司董事長 於第10集被捕 買兇殺人 於第13集被提及潛逃往馬來西亞後被當地警方拘捕 |
| 郭千瑜 | 韋子瑩 | 韋景聲之妹，與其不和后和好 於第10集被懷疑洗黑錢 於第12集被綁架，後被救 參見韋家 |
| 吳育樞 | 陳 寰  | 殺手集團二人幫老大，受關祥根指使企圖殺害徐學仁，後來在和徐學仁的搏鬥中被對方反殺並焚屍，最後棄屍於垃圾箱 |
| 李誠諾 | 王海龍 | 陳寰之手下，受关祥根指使企图杀害徐学仁，於第11集中槍後藏身賓館，後被捕 |

#### 第13至30集：立法會選舉舞弊案／姚嘉怡被殺案／鐘達成殺人案／明日家園貪污案
| 演員                    | 角色   | 介紹 |
| 吳岱融                  | 高紹剛 | 與何俊亨，方世雄勾結，實不信任其 郭卓庭之前上司兼師父 與任職其私家看護的劉進妻子有染 於劉曉彤未成年時，曾與其發生性關係 參選立法會商界功能組別，擊敗葉權成功當選 與何俊亨，方世雄勾結；及後被何俊亨和方世雄威脅 於第30集與廉政公署合作，後改做污點證人指控何俊亨 参见高家 |
| 黃浩然                  | 賀偉廉 | 賀Sir、Nelphen 於第29集因勒索饒守樸一事被陶世英拘捕，實為被誣陷 参见香港廉政公署 |
| 李日朗                  | 高 亮  | 阿亮、少爺（高家家傭專稱） 高紹剛之子，賀偉廉同父異母之弟 於第13集登場 於第17集被揭发受何俊亨指使用高家窗廉縄勒死姚嘉怡，同集被拘捕，後保釋 于第19集同包少龙争执然后跑出马路被车撞死 参见高家 |
| 周志文                  | 包少龍 | 高家司機 於第13集為了避隻狗撞倒電單車前來自首 幫高亮頂包 参见高家 |
| 秦芷瑤                  | 姚嘉怡 | Yoyo、少奶（高家家傭專稱） 高亮之妻 賀偉廉之舊時鄰居 於第14集因撕票被綁架 於第15集被警方發現屍體 参见高家 |
| 麥長青                  | 方世雄 | 方狀 於第21集為何俊亨威脅高紹剛合作 於第30集被廉政公署拘捕，同集被梁建邦派出的殺手射死 |
| 古明華                  | 劉 進  | 自由身記者 韋樂滔之後輩、邵仁勇之工作拍檔 報道出位，得罪不少派別 有甲狀線問題，有藥物敏感 一直向Cindy購買俊亨集團的內幕消息作消息來源 妻子於任職高家的私家看護，因高紹剛為妻子之外遇對象，故部份報道亦針對高紹剛 於第13集被高亮撞倒重傷昏迷，後來甦醒 於第18集向廉政公署舉報立法會選舉舞弊，同集被张泰追殺，其身上藥包被朱继武調換，服食大量過敏性藥物致死                                                    |
| 符曦月                  | 劉曉彤 | 劉進之女兒 高紹剛之世侄女，於未成年時曾與其發生性關係 於第27集表示打算與男朋友移民荷蘭，向高紹剛借款 於第27集被鐘達成挾迫要求交出劉進之雲端資料庫密碼但不果，最終被其殺害，並棄屍大海 |
| 陳一天                  | 邵仁勇 | 自由身記者 韋樂滔之後輩、劉進之工作拍檔 於第18集被張泰一方冒認身份相約劉進於doescafe會面 |
| 林韋辰                  | 何俊亨 | 何生 富商、俊亨集團主席，以集團業務清洗黑錢 原為黑幫頭目，於1995年因涉及圍標案而被廉政公署調查，但未被起訴 宏達財務幕後老闆 初期與高紹剛互相利用 行政會議非官守議員 派殺手殺害劉進及葉權之幕後黑手 于第17集登场 於第30集被廉政公署拘捕 （特别出演） |
| 李瑞超 （粵配：袁德基） | 區積臣 | Jason 何俊亨助手 托方世雄律師樓開空殼公司 於第30集被捕 |
| 伍國寶                  | 葉 權  | 立法會議員、東龍圍原居民兼村長 與何俊亨，方世雄不和 競逐連任立法會商界功能組別議席且敗於高紹剛 於第20集被何俊亨派來的殺手殺害 |
| 黃竣鋒                  | 張 泰  | 杀手 何俊亨手下 于第18集企图杀死刘进，但不果 于第20集混入龍獅隊殺葉權 於第22集被捕 |
| 林偉健                  | 郭卓庭 | 立法會議員、關注環保及鄉郊發展議題 曾任職高氏集團，高紹剛前下屬兼徒弟 Cindy之情夫 與何俊亨，方世雄勾結，后反目 |
| 陳美林                  | Cindy  | 郭卓庭情婦，並向其提供俊亨集團內幕消息 劉進之線人，向其販售俊亨集團內幕消息 曾在奧獅威任職岳德群的秘書，後調職至俊亨集團秘書助手 於第21集被張泰關在冰箱裡，使其凍死；屍體於第23集被發現於成興涷肉公司工場 |
| 彭皓鋒                  | 鐘達成 | Mark Chung 宏達財務公司負責人 何俊亨之手下 殺手中介 于第17集登场 於第23集向廉政公署舉報韋景聲及李志堅濫用職權 於第25集綁架李志堅 於第26集開槍殺害李志堅 於第30集枪毙韦景声不遂与被警方枪伤及拘捕 |
| 李興華                  | 朱繼武 | 成興涷肉公司老闆 宏達財務公司之債戶 於第18集假扮清潔工換劉進袋裏藥包 於第23集被捕 |
| 李麗霞                  | 陳鳳英 | 英姐 宏達財務公司辦公室毗鄰之提貨店東主 於第23集向鐘達成提供店舖門外的閉路電視片段，供其向廉政公署舉報韋景聲及李志堅 |
| 苗豐隆                  | 池善波 | 黐線波 油麻地果欄商販 江湖中人，海爺之手下 宏達財務公司之債戶，欠款達五百萬 於第24集被受鐘達成指使的李志堅追討欠債，及後向李志堅交出償還予宏達財務公司的欠款 |
| 莫俊祺                  | 陳得安 | 宏達財務公司員工 鐘達成之手下 |
| 林晉希                  | 陳得信 | |
| 何英偉                  | 饒守樸 | 饒生、饒博士、Uncle Roy（文靜暱稱） 行政會議召集人，環評報告專家 文靜多年前顧客 30年曾出任房屋署高官，為梁建邦上司，當時因不滿梁接受電台節目訪問時批評其房屋政策，於是向梁作出打壓，後遭梁報復 曾偷取一名研究專家資料，結果被發現，後來用錢掩飾，被方世雄及何俊亨得知，並被他們控制及被迫合作掩飾明日家園環評報告造假 於第28集登場，協助檢閱明日家園環評報告 於第30集被梁建邦相認並打算殺害之，最終一起被炸死 |

### 其他演員
| 演員     | 角色   | 介紹 |
| 許靖韻   | 徐咏詩 | 音樂製作人 陶世英之妻，與其關係疏離，後和好 賀偉廉之好友 於第18集誤會陶世英與郭曉欣有染 於第29集宣布懷孕                           |
| 艾 妮    | 沈曉華 | Kate、Kay姐（韋子瑩暱稱） 韋景聲之女友，因領養寵物犬「雪糕」而結緣 因公事離開香港一段時間前往英國 於第14集回港，並向韋景聲提出分手 |
| 張文傑   | 戴立峰 | 大嚿、大嚿博士 珠寶械劫案首腦 一年前殺妻案被捕，其後因懷疑有精神問題被判入精神病院 於第1集被捕（第1集）                            |
| 沈可欣   | 陳家麗 | 精神病院護士（第1集） |
| 楊證樺   | 周湛民 | 精神病院病人 曾為環境專家，因一次意外入精神病院（第2集） 於第29集協助韋景聲找出真正環評報告                                        |
| 曾健明   | 王天翔 | 精神病院病人（第2集，第29集） |
| 歐陽月珊 |        | 澳門按摩女郎（第3集） |
| 歐靄玲   |        | 古董店老闆娘（第7集） |
| 伍國成   | 劉師傅 | 文物鑑證專家（第7集） |
| 鍾淑慧   | 潘麗嫦 | 文靜之母 咖啡店「dosecafe」老闆 |
| 顏仟汶   | 劉海燕 | 燕姐 潘麗嫦之好友 東龍圍村民，與葉平就東龍圍內的魚塘業權問題發生糾紛，並委託文靜跟進                                               |
| 黃偉     | 葉 平  | 東龍圍原居民 與劉海燕就東龍圍內的魚塘業權問題發生糾紛（第21集）                                                                    |
| 王志安   |        | 李志堅已轉售的座駕的現任車主（第23集）                                                                                             |

## 拍攝場景
此劇劇情中，除第1至8集大部份劇情設定於澳門發生並於當地拍攝外，其餘情節皆設定於香港發生並取景：
- 周凱婷的寓所取景自石硤尾邨第22座
- 沈曉華所居住的鄉村取景自鹿頸南涌

惟劇中部分設定於香港發生的情節，則於深圳取景，包括：韋景聲與賀偉廉中學時期、第17集劉進於寓所樓下送別女兒乘車前往機場、東龍圍村村內環境，及第30集西九龍總區重案組押送方世雄前往其曾租用的寫字樓進行調查。

## 軼事
- 此劇是林峯繼《雷霆掃毒》後再度飾演姓韋的高級督察，造型也頗有當年「韋Sir」的身影，同时，《黑金風暴》的主題曲「幼稚未完」也是《雷霆掃毒》的片尾曲「幼稚完」的續作。
- 此劇是吳啟華繼无线电视剧《魔域桃源》、《流氓大亨》、《大运河》、亞洲電視劇《還看今朝》及电影《九品芝麻官》第六度飾演反派[3]。
- 此剧麥長青继无线电视剧《O記實錄II》、《壹號皇庭V》、《智勇新警界》、《陀枪师姐IV》、《東方之珠》、《爸爸閉翳》、《秀才爱上兵》、《原来爱上贼》、《巾帼枭雄之义海豪情》、《怒火街頭2》、《守業者》与邵氏兄弟剧《飞虎之雷霆极战》后第十三度饰演反派。
- 此剧林韋辰继无线电视剧《九五至尊》、《謎情家族》、《福爾摩師奶》、《黃金有罪》、《換命真相》后第六度饰演反派。
- 此劇是郭政鴻繼无线电视剧《大時代》、《壹號皇庭II》、《刑事偵緝檔案》、《刑事偵緝檔案3》、《刑事偵緝檔案4》、《西遊記（貳）》、《鑑證實錄》、《金裝四大才子》、《京城教一》、《酒是故鄉醇》、《律政新人王》、《水滸無間道》、《佛山赞师父》、《尖子攻略》、《團圓》、《飛虎》、《法網狙擊》、《情逆三世緣》及《醋娘子》後第20度飾演反派。
- 此劇是林峯及黃浩然繼无线电视剧《談情說案》後再度合作。
- 此劇是林峯及梁競徽繼无线电视剧《使徒行者》及《使徒行者3》後再度合作。
- 此劇是吳啟華及林峯繼无线电视剧《美味情緣》後再度合作並飾演師徒關係。
- 此劇是吳啟華及梁競徽邵氏兄弟剧繼《飛虎之雷霆極戰》後再度合作。
- 此劇是黃浩然、郭政鴻、熊黛林、胡卓希、湯俊明和李焯寧繼网络剧《家族榮耀》後再度合作，同時郭政鴻及熊黛林繼网络剧《家族榮耀》後再度飾演夫妻。
- 此劇是林峯及周秀娜繼電影《抱抱俏佳人》及電影《P風暴》後再度合作。
- 此劇是梁競徽、吳岱融、郭政鴻及何佩瑜繼邵氏兄弟剧《飛虎之潛行極戰》後再度合作。
- 此劇是周秀娜、麥長青及彭皓鋒繼网络剧《戰毒》後再度合作。
- 此劇是連詩雅及何佩瑜繼《性敢中環》後再度合作。
- 此剧是连诗雅及梁竞徽继电影《无间行者之生死潜行》后再度合作
- 此劇是Astro华丽台VOD继《战毒》后第二部可在On Demand观赏的剧集。

## 收視
本劇於香港開電視之收視紀錄：
| 週次 | 集數    | 日期                   | 收視率 | 備註                           |
| 1    | 1－5    | 2022年6月13日－6月17日 | 1.9點  |                                |
| 2    | 6－10   | 2022年6月20日－6月24日 | 2.2點  |                                |
| 3    | 11－14  | 2022年6月27日－6月30日 | 2.1點  |                                |
| 4    | 15－19  | 2022年7月4日－7月8日   | 3.3點  | 7月7日平均收視3.7點，最高4.2點 |
| 5    | 20 - 24 | 2022年7月11日－7月15日 | 3.3點  |                                |
| 6    | 25 - 29 | 2022年7月18日－7月22日 |        |                                |
| 6    | 30      | 2022年7月23日          |        |                                |

## 电视原声带
| 《黑金风暴》电视原声带 | 《黑金风暴》电视原声带              | 《黑金风暴》电视原声带 | 《黑金风暴》电视原声带 | 《黑金风暴》电视原声带 | 《黑金风暴》电视原声带 | 《黑金风暴》电视原声带 |
| 曲序                   | 曲目                                |                        | 作曲                   | 编曲                   | 製作人                 | 演唱                   |
| ---------------------- | ----------------------------------- | ---------------------- | ---------------------- | ---------------------- | ---------------------- | ---------------------- |
| 1.                     | 《幼稚未完》（主題曲YouTube上的MV） | 曾詠欣                 | 鄧智偉                 | 葉澍暉                 | 鄧智偉                 | 林峯                   |
| 2.                     | 《本應》（片尾曲YouTube上的MV）     | 曾詠欣                 | 袁卓祺                 | 袁卓祺                 | 鄧智偉                 | 林峯、連詩雅           |
| 3.                     | 《I Will Try》（插曲）              | 曾詠欣                 | 鄧智偉                 | 葉澍暉                 | 鄧智偉                 | 張雅卓                 |

| 《黑金风暴》（香港開電視版本） | 《黑金风暴》（香港開電視版本）       | 《黑金风暴》（香港開電視版本） | 《黑金风暴》（香港開電視版本） | 《黑金风暴》（香港開電視版本） | 《黑金风暴》（香港開電視版本） | 《黑金风暴》（香港開電視版本） |
| 曲序                           | 曲目                                 |                                | 作曲                           | 编曲                           | 製作人                         | 演唱                           |
| ------------------------------ | ------------------------------------ | ------------------------------ | ------------------------------ | ------------------------------ | ------------------------------ | ------------------------------ |
| 1.                             | 《透光》（宣傳曲&插曲YouTube上的MV） | 王仲傑                         | DC                             | Johnny Yim                     | 何哲圖、韋景雲                 | 洪韻騏                         |

而此劇於香港開電視播出時，劇中原配樂為《I Will Try》的情節，則被換上《透光》為配樂。

## 外部連結
- 《黑金風暴》最新消息 - Instagram
- 豆瓣电影上《黑金風暴》的資料 （简体中文）
- 黑金风暴 （页面存档备份，存于） - 优酷